# Gabrovo (oblast)
Gabrovo (Bulgaars: Област Габрово) is een oblast in het centrale noorden van Bulgarije. De hoofdstad is het gelijknamige Gabrovo en de oblast heeft 108.404 inwoners (2018).

## Bevolking
Op 31 december 2018 telt de oblast Gabrovo zo’n 108.404 inwoners, waarvan 88.800 inwoners in vijf steden en 19.604 inwoners in 344 dorpen op het platteland. De grootste stad in de oblast Gabrovo is de gelijknamige stad Gabrovo met 52.169 inwoners, gevolgd door de stad Sevlievo met 20.464 inwoners, gevolgd door de steden Trjavna met 8.151 inwoners en Drjanovo met 6.553 inwoners en het stadje Platsjkovtsi met 1.463 inwoners.  De overige 19.604 inwoners wonen in een van de 344 dorpen op het platteland. Veel dorpen zijn erg dunbevolkt en hebben gemiddeld minder dan twintig inwoners. Op 31 december 2018 telt oblast Gabrovo zo’n 64  spookdorpen. Er dreigen steeds meer nieuwe spookdorpen te ontstaan doordat de jeugd massaal naar de grotere steden en het buitenland vertrekt op zoek naar werk.
| gemeente Gabrovo  | 57.833 | 61.481 | 77.846 | 85.932 | 89.951 | 84.333 | 74.930 | 65.268 | 57.625 |
| gemeente Sevlievo | 60.689 | 59.406 | 56.567 | 55.059 | 51.959 | 47.647 | 43.099 | 35.995 | 32.155 |
| gemeente Trjavna  | 17.414 | 17.697 | 18.491 | 18.876 | 17.967 | 16.450 | 14.391 | 11.754 | 10.095 |
| gemeente Drjanovo | 16.308 | 15.595 | 16.054 | 16.066 | 14.837 | 13.557 | 11.705 | 9.685  | 8.529  |

#### Demografische indicatoren
Het geboortecijfer is extreem laag en bedraagt 6,4‰ (alleen Vidin heeft een lager geboortecijfer met 6,2‰). In 2016 werden er 727 kinderen geboren, waarvan 599 in steden en slechts 128 in dorpen op het platteland. De meeste kinderen werden geboren in de gemeenten Gabrovo (334 levend geborenen) en Sevlievo (264 levend geborenen). In Drjanovo kwamen 65 kinderen ter wereld en in Trjavna slechts 64 kinderen. Het geboortecijfer bedraagt 6,5‰ in steden en 6,3‰ op het platteland.
Het vruchtbaarheidscijfer is onder het Bulgaarse gemiddelde, namelijk 1,41 kinderen per vrouw. Het vruchtbaarheidscijfer is vooral laag in de steden, namelijk 1,32 kinderen per vrouw. Op het platteland is het vruchtbaarheidscijfer relatief hoog met 1,98 kinderen per vrouw. De meeste tienermoeders zijn afkomstig uit het platteland van Sevlievo en deze gemeente heeft met 1,80 kinderen het hoogste vruchtbaarheidscijfer (vooral vanwege de hoge concentratie Turken en Roma op het platteland).
| Leeftijd van de moeder in 2016 | Totaal aantal levend geborenen | 15-19 | 20-24 | 25-29 | 30-34 | 35-39 | 40-44 | 45+  | Gemiddeld kindertal per vrouw |
| oblast Gabrovo                 | 727                            | 34    | 146   | 231   | 190   | 104   | 21    | 1    | 1,41 kinderen per vrouw       |
| ------------------------------ | ------------------------------ | ----- | ----- | ----- | ----- | ----- | ----- | ---- | ----------------------------- |
| gemeente Gabrovo               | 334                            | 8     | 44    | 107   | 106   | 57    | 12    | ...  | 1,17 kinderen per vrouw       |
| gemeente Sevlievo              | 264                            | 17    | 76    | 80    | 57    | 27    | 6     | 1    | 1,80 kinderen per vrouw       |
| gemeente Trjavna               | 64                             | 4     | 13    | 21    | 13    | 10    | 3     | ...  | 1,67 kinderen per vrouw       |
| gemeente Drjanovo              | 65                             | 5     | 13    | 23    | 14    | 10    | ...   | .... | 1,73 kinderen per vrouw       |

Het sterftecijfer in oblast Gabrovo is abnormaal hoog en bedraagt 19,1‰. Er stierven 2169 mensen variërend van 185 in de gemeente Trjavna en 213 in de gemeente Drjanovo tot 692 sterftegevallen in de gemeente Sevlievo en 1079 in de gemeente Gabrovo. Twee derde van alle sterftegevallen vond plaats in de steden (1459 overledenen) terwijl 710 sterftegevallen in dorpen op het platteland plaatsvonden. Het sterftecijfer varieert van 15,7‰ in steden tot 34,5‰ in dorpen op het platteland.
Het lage geboortecijfer gecombineerd met een hoge sterftecijfer leidt tot een natuurlijke bevolkingsgroei van −12,7‰ (ofwel −1,27%): dat is de op drie na laagste in heel Bulgarije. Er sterven bijna drie keer meer mensen dan dat er worden geboren: in dorpen is deze verhouding bijna zes overledenen per één levend geboren kind.
|                   | levend geborenen | Geboortecijfer (‰) | Sterftegevallen | Sterftecijfer (‰) | Natuurlijke aanwas | Natuurlijke aanwas (‰) | Migratiesaldo | Bevolkingsgroei (totaal) |
| oblast Gabrovo    | 727              | 6,4                | 2169            | 19,1              | -1442              | -12,7                  | -496          | -1938                    |
| ----------------- | ---------------- | ------------------ | --------------- | ----------------- | ------------------ | ---------------------- | ------------- | ------------------------ |
| gemeente Gabrovo  | 334              | 5,6                | 1079            | 18,1              | -745               | -12,5                  | -339          | -1084                    |
| gemeente Sevlievo | 264              | 8,0                | 693             | 20,9              | -429               | -12,9                  | -70           | -499                     |
| gemeente Trjavna  | 64               | 6,0                | 185             | 17,5              | -121               | -11,4                  | -98           | -219                     |
| gemeente Drjanovo | 65               | 7,2                | 213             | 23,7              | -148               | -16,5                  | +21           | -127                     |

#### Etniciteit
In 2011 vormen etnische Bulgaren zo’n 92,2 procent van de bevolking. De Bulgaren vormen een meerderheid in elke gemeente.
Ongeveer 5,6 procent behoort tot de  Turkse minderheid, vooral in Sevlievo (waar ze 16,1 procent van de bevolking vormen). Tevens is er ook een kleine Roma-gemeenschap: zij vormen 1,1 procent van de bevolking van de oblast Gabrovo.
| Etnische groep    | Bulgaren (%) | Turken (%) | Roma (%) | Overigen (%) |
| oblast Gabrovo    | 92,2         | 5,6        | 1,1      | 1,1          |
| ----------------- | ------------ | ---------- | -------- | ------------ |
| gemeente Gabrovo  | 97,9         | 0,8        | 0,6      | 0,7          |
| gemeente Sevlievo | 80,5         | 16,1       | 1,8      | 1,6          |
| gemeente Trjavna  | 97,9         | 0,5        | 0,5      | 1,1          |
| gemeente Drjanovo | 90,0         | 5,5        | 2,9      | 1,6          |

#### Religie
Het christendom is de grootste religie in oblast Gabrovo. In de volkstelling van 2011 verklaarde 84,0 procent van de bevolking lid te zijn van de Bulgaars-Orthodoxe Kerk. Dit percentage is flink geslonken vergeleken met 91,1 procent in 2001. Verder is 0,7 procent lid van een van de verschillende protestantse denominaties en zo'n 0,5 procent katholiek. Tijdens de volkstelling van 2001 was slechts 0,2 procent protestants en zo'n 0,3 procent katholiek.
Verder woont er een  islamitische gemeenschap die in totaal zo’n 4,2 procent van de bevolking uitmaakt. De moslims zijn uitsluitend Bulgaarse Turken en zij wonen voornamelijk in de gemeente Sevlievo. In de volkstelling van 2001 was nog 6,1 procent van de bevolking islamitisch.
Ongeveer 10,6 procent heeft geen religie of behoort tot een kleinere religieuze groepering. In de volkstelling van 2001 was dit percentage slechts 1,9 procent.
| Religie           | Bulgaars-Orthodoxe Kerk (%) | Islam (%) | Rooms-Katholieke Kerk (%) | Protestantisme (%) | niet-religieus (%) | overig/onbekend (%) |
| oblast Gabrovo    | 84,0                        | 4,2       | 0,5                       | 0,7                | 3,9                | 6,7                 |
| ----------------- | --------------------------- | --------- | ------------------------- | ------------------ | ------------------ | ------------------- |
| gemeente Gabrovo  | 89,4                        | 0,6       | 0,5                       | 0,7                | 3,5                | 5,3                 |
| gemeente Sevlievo | 73,1                        | 12,5      | 0,5                       | 0,6                | 3,8                | 9,5                 |
| gemeente Trjavna  | 89,4                        | 0,2       | 0,5                       | 0,7                | 3,7                | 5,8                 |
| gemeente Drjanovo | 80,2                        | 2,8       | 0,4                       | 0,8                | 7,6                | 8,2                 |

#### Leeftijdsstructuur
Op 31 december 2018 is ongeveer 28,6% van de bevolking 65 jaar of ouder. De oblast is sterk  vergrijst en heeft op  Vidin na het hoogste aandeel ouderen. 
| Leeftijdsopbouw van de respondenten op de volkstelling van 2011 in oblast Gabrovo | Leeftijdsopbouw van de respondenten op de volkstelling van 2011 in oblast Gabrovo | Leeftijdsopbouw van de respondenten op de volkstelling van 2011 in oblast Gabrovo | Leeftijdsopbouw van de respondenten op de volkstelling van 2011 in oblast Gabrovo | Leeftijdsopbouw van de respondenten op de volkstelling van 2011 in oblast Gabrovo | Leeftijdsopbouw van de respondenten op de volkstelling van 2011 in oblast Gabrovo | Leeftijdsopbouw van de respondenten op de volkstelling van 2011 in oblast Gabrovo | Leeftijdsopbouw van de respondenten op de volkstelling van 2011 in oblast Gabrovo | Leeftijdsopbouw van de respondenten op de volkstelling van 2011 in oblast Gabrovo | Leeftijdsopbouw van de respondenten op de volkstelling van 2011 in oblast Gabrovo | Leeftijdsopbouw van de respondenten op de volkstelling van 2011 in oblast Gabrovo | Leeftijdsopbouw van de respondenten op de volkstelling van 2011 in oblast Gabrovo | Leeftijdsopbouw van de respondenten op de volkstelling van 2011 in oblast Gabrovo | Leeftijdsopbouw van de respondenten op de volkstelling van 2011 in oblast Gabrovo | Leeftijdsopbouw van de respondenten op de volkstelling van 2011 in oblast Gabrovo | Leeftijdsopbouw van de respondenten op de volkstelling van 2011 in oblast Gabrovo | Leeftijdsopbouw van de respondenten op de volkstelling van 2011 in oblast Gabrovo | Leeftijdsopbouw van de respondenten op de volkstelling van 2011 in oblast Gabrovo | Leeftijdsopbouw van de respondenten op de volkstelling van 2011 in oblast Gabrovo |
| --------------------------------------------------------------------------------- | --------------------------------------------------------------------------------- | --------------------------------------------------------------------------------- | --------------------------------------------------------------------------------- | --------------------------------------------------------------------------------- | --------------------------------------------------------------------------------- | --------------------------------------------------------------------------------- | --------------------------------------------------------------------------------- | --------------------------------------------------------------------------------- | --------------------------------------------------------------------------------- | --------------------------------------------------------------------------------- | --------------------------------------------------------------------------------- | --------------------------------------------------------------------------------- | --------------------------------------------------------------------------------- | --------------------------------------------------------------------------------- | --------------------------------------------------------------------------------- | --------------------------------------------------------------------------------- | --------------------------------------------------------------------------------- | --------------------------------------------------------------------------------- |
| Leeftijdscategorie                                                                | Totaal                                                                            | 0 – 9                                                                             | 10 - 19                                                                           | 20 - 29                                                                           | 30 - 39                                                                           | 40 - 49                                                                           | 50 - 59                                                                           | 60 - 69                                                                           | 70 - 79                                                                           | 80+                                                                               |                                                                                   |                                                                                   |                                                                                   |                                                                                   |                                                                                   |                                                                                   |                                                                                   |                                                                                   |
| Absolute aantal in 2018                                                           | 108.404                                                                           | 8.138                                                                             | 8.595                                                                             | 8.616                                                                             | 12.132                                                                            | 16.187                                                                            | 15.535                                                                            | 17.267                                                                            | 14.635                                                                            | 7.301                                                                             |                                                                                   |                                                                                   |                                                                                   |                                                                                   |                                                                                   |                                                                                   |                                                                                   |                                                                                   |
| Absolute aantal in 2011                                                           | 115.358                                                                           | 8.048                                                                             | 9.172                                                                             | 11.748                                                                            | 15.047                                                                            | 15.589                                                                            | 16.788                                                                            | 19.317                                                                            | 13.356                                                                            | 6.293                                                                             |                                                                                   |                                                                                   |                                                                                   |                                                                                   |                                                                                   |                                                                                   |                                                                                   |                                                                                   |
|                                                                                   |                                                                                   |                                                                                   |                                                                                   |                                                                                   |                                                                                   |                                                                                   |                                                                                   |                                                                                   |                                                                                   |                                                                                   |                                                                                   |                                                                                   |                                                                                   |                                                                                   |                                                                                   |                                                                                   |                                                                                   |                                                                                   |
| Bulgaren (%)                                                                      | 92,2                                                                              | 85,0                                                                              | 87,2                                                                              | 89,1                                                                              | 91,5                                                                              | 92,4                                                                              | 92,7                                                                              | 95,0                                                                              | 96,5                                                                              | 97,6                                                                              |                                                                                   |                                                                                   |                                                                                   |                                                                                   |                                                                                   |                                                                                   |                                                                                   |                                                                                   |
| Turken (%)                                                                        | 5,6                                                                               | 8,2                                                                               | 8,6                                                                               | 8,0                                                                               | 6,4                                                                               | 6,2                                                                               | 5,8                                                                               | 4,1                                                                               | 2,8                                                                               | 2,0                                                                               |                                                                                   |                                                                                   |                                                                                   |                                                                                   |                                                                                   |                                                                                   |                                                                                   |                                                                                   |
| Roma/zigeuners (%)                                                                | 1,1                                                                               | 3,8                                                                               | 2,9                                                                               | 1,7                                                                               | 1,3                                                                               | 1,2                                                                               | 0,6                                                                               | 0,3                                                                               | 0,2                                                                               | 0,1                                                                               |                                                                                   |                                                                                   |                                                                                   |                                                                                   |                                                                                   |                                                                                   |                                                                                   |                                                                                   |

## Gemeenten

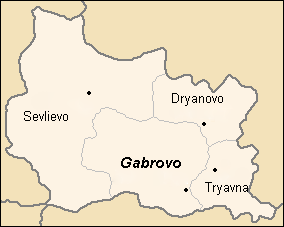
Gemeenten in Gabrovo

- Drjanovo
- Gabrovo
- Sevlievo
- Trjavna

Blagoevgrad · Boergas · Chaskovo · Dobritsj · Gabrovo · Jambol · Kjoestendil · Kardzjali · Lovetsj · Montana · Pazardzjik · Pernik · Pleven · Plovdiv · Razgrad · Roese · Silistra · Oblast Sofia · Sofia-Hoofdstad · Sjoemen · Sliven · Smoljan · Stara Zagora · Targovisjte · Varna · Veliko Tarnovo · Vidin · Vratsa